# Тилбергс, Янис
Я́нис Ро́бертс Ти́лбергс (латыш. Jānis Roberts Tillbergs, в русскоязычных источниках также Иван Христофорович Тильберг; 20 июня (2 июля) 1880 — 7 ноября 1972) — латвийский и советский художник-портретист, живописец, график и скульптор. Народный художник Латвийской ССР (1955).

## Биография

Памятник Тарасу Шевченко работы Яниса Тилбергса в Петрограде, 1918 г.

Происходил из семьи железнодорожного служащего. По окончании начальной школы, с 1892 по 1898 год учился в Рижском городском реальном училище. Способности к рисованию были заметны с юного возраста.
Из-за нехватки средств на обучение художественному ремеслу, Янис Тилбергс около года работал бухгалтером и чертёжником, собирая материальные средства для поездки в Санкт-Петербург.
После работы Тилбергс учился лепке и рисованию у скульптора Августа Фольца и живописца Борхерта на вечерних курсах Рижского ремесленного училища. Там он получил первые познания в области лепки и рисования.
В 1900 году Тилбергс смог поехать в Петербург и поступить в студию Дмитриева-Кавказского, после чего, в 1901 году он поступил в Императорскую Академию художеств, которую окончил в 1909. Учился у преподавателей В. Е. Савинского, Я. Ф. Ционглинского, и И. И. Творожникова.
С 1901 года рисовал карикатуры для латвийского журнала «Ауструмс» («Восток»). Первыми из них были иллюстрации к рассказу Андриевса Ниедры «Голод и любовь». С 1904 года занимается у преподавателя Дмитрия Кардовского, влияние которого оказалось наиболее серьёзным в формировании стиля молодого художника. У Кардовского он освоил новый академическо-рационалистический способ изображения (изображение действительности на основе структуры объекта при определённых условиях освещения). Этот метод Тилбергс позже использовал в своей преподавательской работе.
За годы учения в Академии искусств Янис Тилбергс мастерски овладел приёмами графики и различных видов гравюр. В 1905 году ему присудили первую премию на конкурсе плаката, графики и гравюры, проводимом Академией художеств, за двухцветную ксилографию «Рембрандт, работающий над офортом».
Одновременно с основной учёбой, в 1905—1906 годах Тилбергс окончил педагогические курсы, созданные при Академии. Во время революционных волнений 1905—1906 годов занятия в Академии художеств были приостановлены. Янис Тилбергс использовал свободное время для поездки в Западную Европу. Зимой 1906 года он посетил Париж и практиковался в мастерской художников-реалистов Шарля Котте и Жака Эмиля Бланша, посещал музейные экспозиции. Его интересовала живопись современников, завоевавших международную популярность, таких как Джон Сарджент, Джеймс Уистлер, Лионелло Балестрери, а также старых британских мастеров — Джошуа Рейнолдс, Томас Гейнсборо, Генри Реборн. По возвращении в Петербург, в этом же году, вместе с группой латвийских художников-единомышленников, в состав которой входили ещё Вильгельм Пурвитис и Рихард Зариньш, А. Роман и скульптор Г. Шкилтерс, Тилбергс основал сатирический журнал «Свари» («Весы»). С помощью обличительных карикатур они высмеивали латвийскую действующую власть, дворянское сословие и духовенство, которые сообща притесняли латвийских крестьян. Журнал просуществовал до 1907 года, было выпущено всего 10 номеров.
Также Тилбергс рисовал на заказ карикатуры для петербургских газет и юмористического журнала «Серый волк».
Выставочная деятельность Тилбергса началась на Весенней выставке в 1906 году. В Академии художеств он представил живописное полотно на тему из жизни латышей «Базар в Елгаве». В 1907 году он был удостоен премии за эскиз углем по теме «Иосиф и его братья». В 1908 году Тилбергс написал полотно «Портрет латышки», героиней которого стала простая крестьянка.
Одновременно с живописью он занимался ваянием. В 1908 году он представил скульптуру из гипса, бюст матери, на выставке «Новое общество художников», организованной Дмитрием Кардовским, который вскоре стал руководителем его дипломной работы — шедевра «Пьета» (1909).
В 1908—1909 годы Тилбергс работал над картиной на соискание звания художника.
С 1920 года жил и работал в Риге, преподавал в Академии художеств (1921-32, 47-57).
Похоронен в Риге на Лесном кладбище.

## Награды
- орден Трудового Красного Знамени (03.01.1956)
- Народный художник Латвийской ССР (1955)